# 乌代浦土邦
乌代浦土邦（Udaipur State），又称梅瓦尔土邦（Mewar State），是印度历史上的一个土邦，统治今日拉贾斯坦邦一带。其统治者使用“玛哈拉纳”作为头衔，其在印地语中意思是“万王之王”。
乌代浦土邦的历史可以追溯到728年左右。莫卧儿帝国崛起的时候入侵乌代浦土邦。经过长期斗争，1615年乌代浦土邦与莫卧儿帝国签订条约，莫卧儿帝国承认其半独立地位，乌代浦土邦则向莫卧儿帝国进贡。1679年，马拉塔帝国侵入这片地区的时候，乌代浦土邦与之抗争。1818年，乌代浦土邦成为英国的保护国。
1947年印巴分治后，乌代浦土邦加入印度。